# Hadrianus bibliotek
Hadrianus bibliotek är en fornlämning i Grekland. Den ligger i prefekturen Nomarchía Athínas och regionen Attika, i den sydöstra delen av landet, i huvudstaden Aten.Hadrianus bibliotek ligger 69 meter över havet.
Terrängen runt Hadrianus bibliotek är kuperad söderut, men norrut är den platt.Runt Hadrianus bibliotek är det mycket tätbefolkat, med 6 472 invånare per kvadratkilometer. Närmaste större samhälle är Aten, 0,96 km väster om Hadrianus bibliotek. Runt Hadrianus bibliotek är det i huvudsak tätbebyggt.